# 糯良乡
糯良乡（佤语：Glong Būng:946），是中华人民共和国云南省临沧市沧源佤族自治县下辖的一个乡。糯良一词由傣语音译，“糯”为水塘，“良”为祭祀，传说塘内有龙，人们常祭祀而得名。乡政府驻糯良村，陆距沧源县城24千米。沧源佤山机场位于糯良乡境内。

## 历史沿革
早期历史上，糯良由勐角董土司管辖。1945年沧源设治局废区划乡后，糯良隶属于乐良乡。1954年区划调整，隶属勐省区（政府驻糯良村）。1968年在人民公社化运动中勐省区改为勐省公社，次年更名九大公社，1971年成立糯良公社，同时勐省公社迁回勐省村，1973年勐来公社从糯良公社分出。1984年改置糯良区，1988年成立糯良乡。

## 地理
糯良乡位于沧源县中部，自东北顺时针依次与勐省镇、单甲乡、勐董镇、勐角傣族彝族拉祜族乡和勐来乡接壤。糯良乡总面积140.35平方千米，2010年普查总人口14,665人，居民以佤族为主，其次是汉族、拉祜族，佤族占比超过总人口的98%。乡内主要山脉有大黑山、班考大山等，地势南北高，东和东南部低，最高点为大黑山（2,469米），最低点为老温泉和坝尾（1,100米）。主要河流有勐董河、怕秋河（拉勐河支流）等，属澜沧江水系，主要水库有南撒水库等。气候上属亚热带季风气候，全年气候温和，立体气候显著，年均气温16℃，年均降水1499.5毫米。2011年全乡森林覆盖率达69.54%。矿产主要有铅、锌、铜、铁、石灰岩等，其中铜矿和铅锌矿开采量较大，但是当地并无商业冶炼能力，矿石销往中国内地。

## 行政区划
糯良乡下辖以下地区：
糯良村、贺岭村、南撒村、怕秋村、翁不老村、班考村、怕迫村和坝尾村。

## 经济
糯良乡的经济以农业为主，2011年农民人均纯收入3,237元。2011年，勐角乡年产粮食5,962吨；甘蔗种植面积8,142亩，年产3.23万吨；茶场1.03万亩，年产鲜叶501.5吨，其他农作物还有烤烟、核桃、油菜等。畜牧业方面，2011年末生猪和其他大牲畜共存栏16,022头。2011年政府财政收入28万元。

## 基础设施
糯良乡内有小学8所，初中1所，在校学生共1,726人。医疗方面有卫生院1所、街道门诊2个、村卫生室8个，共有病床12张，专业卫生人员26人。交通方面，S314省道小沧公路经过糯良，其他有乡村公路16条共64.25千米，其中砂石路面14条共60.9千米、水泥公路1条2.55千米。尚在规划中的瑞孟高速公路将在糯良乡境内设立沧源互通，并将建设连接沧源县城的一级路。沧源佤山机场位于糯良乡境内，每天有两班往返昆明长水国际机场的航班，由祥鹏航空和中国东方航空运营。